# Rio das Cinzas
Der Rio das Cinzas ist ein Fluss im Nordosten des brasilianischen Bundesstaats Paraná. Er entspringt in der Serra das Furnas im Munizip Piraí do Sul auf 1.261 m Meereshöhe. Er mündet 180 km nördlich davon zwischen Itambaracá und Santa Mariana in den Paranapanema. Seine Länge beträgt 240 km.

## Geschichte
Die Guarani, die große Gebiete in der Region bewohnten, wurden um 1630 von Bandeirantes aus São Paulo dezimiert. Das Gebiet wurde dann von Kaingang aus dem Süden und Tupinambá aus der Serra do Mar wiederbesiedelt. Im 18. Jahrhundert begann der Goldzyklus mit Hunderten von Sklaven in den Minen. Als die Vorkommen erschöpft waren, verlagerten sich die wirtschaftlichen Aktivitäten in Richtung Landwirtschaft. Der Kaffeezyklus begann.

## Geografie

### Lage
Das Einzugsgebiet des Rio das Cinzas befindet sich im südlichen Drittel auf dem Segundo Planalto Paranaense (der Zweiten oder Ponta-Grossa-Hochebene von Paraná). Ab Curiuva durchfließt er den Terceiro Planalto Paranaense (die Dritte oder Guarapuava-Hochebene von Paraná).

### Wirtschaft
Die wichtigsten wirtschaftlichen Aktivitäten sind Zuckerrohranbau und Weidewirtschaft. Das insgesamt landwirtschaftsnahe Gewerbe umfasst Alkoholdestillerien, Zuckerfabriken, Molkereien, Fleischverarbeitungsbetriebe und Kühlhäuser.

### Bodennutzung
Intensive Landwirtschaft findet sich in einem großen Gebiet im Norden und einem kleinen Streifen im Süden des Beckens. Der zentrale Bereich des Einzugsgebiets wird überwiegend gemischt genutzt, mit kleinen Bereichen intensiver Landwirtschaft. Der südliche und nordöstliche Teil des Einzugsgebiets teilt sich in gemischt genutzte Gebiete, Forstwirtschaft und Gebiete mit Weideland sowie natürliche Brachflächen auf.

### Verlauf
Die Quelle des Rio das Cinzas liegt in der Serra das Furnas im Munizip Piraí do Sul auf 1.261 m Meereshöhe.
Der Fluss verläuft in nördlicher Richtung. Er mündet nach 240 km in den Paranapanema. Er ist dessen zweiter größerer Nebenfluss im Gebiet des Staates Paraná. Die Mündung liegt zwischen den Munizipien Itambaracá und Santa Mariana auf 336 m Höhe.

### Fläche
Er entwässert eine Fläche von 9.617 km2. In seinem Einzugsgebiet liegen 34 Munizipien (vollständig oder zu einem Teil) mit 294.000 Einwohnern (IBGE 2004).

### Zuflüsse
Die wichtigsten  Nebenflüsse sind 
rechts 
- Ribeirão Grande
- Rio Jacaré

links:
- Ribeirão Jabuticabal
- Rio Laranjinha, auch als Rio do Peixe bekannt
- Ribeirão Vermelho[1]

### Schutzgebiete
Im Cinzas-Becken liegen die Staatsparks
- Mata São Francisco zwischen den Cornélio Procópio und Santa Mariana, mit 833 Hektar Laubwald
- Mina Velha - Arco da Gruta im Gemeinde Ibaiti, mit Resten von Araukarienwald.

Der südliche Teil des Beckens mit den Gebieten der Munizipien Piraí do Sul und Jaguariaíva wird vom Landschaftsschutzgebiet Escarpa Devoniana des Staats Paraná bedeckt. Dieses hat insgesamt etwa 4.000 km2 und verläuft von Lapa und Balsa Nova am Iguaçú nach Norden bis ins Itararé-Becken bei Sengés.

### Munizipien im Einzugsgebiet
Die Liste der Munizipien im Becken gibt den Bevölkerungsstand der IBGE-Schätzung zum 30. Juni 2004 wieder:
|    | Munizip                  | Fläche innerhalb Cinzas-Becken (km²) | Gesamtfläche (km²) | Anteil an Gesamtfläche (%) | Einwohner innerhalb Cinzas-Becken (IBGE 2004) |
| 1  | Abatiá                   | 245,9                                | 245,9              | 100,0 %                    | 7.244                                         |
| 2  | Andirá                   | 88,0                                 | 233,3              | 37,7 %                     | 21.566                                        |
| 3  | Arapoti                  | 1.211,5                              | 1.362,1            | 88,9 %                     | 15.005                                        |
| 4  | Bandeirantes             | 446,3                                | 446,3              | 100,0 %                    | 33.435                                        |
| 5  | Barra do Jacaré          | 115,7                                | 115,7              | 100,0 %                    | 2.503                                         |
| 6  | Carlópolis               | 30,2                                 | 445,9              | 6,8 %                      | 351                                           |
| 7  | Congonhinhas             | 352,1                                | 532,3              | 66,1 %                     | 2.104                                         |
| 8  | Conselheiro Mairinck     | 204,5                                | 204,5              | 100,0 %                    | 3.448                                         |
| 9  | Cornélio Procópio        | 275,8                                | 648,6              | 42,5 %                     | 11.265                                        |
| 10 | Curiúva                  | 228,1                                | 573,5              | 39,8 %                     | 2.587                                         |
| 11 | Figueira                 | 129,9                                | 129,9              | 100,0 %                    | 8.757                                         |
| 12 | Guapirama                | 189,0                                | 189,0              | 100,0 %                    | 4.202                                         |
| 13 | Ibaiti                   | 900,2                                | 900,2              | 100,0 %                    | 26.665                                        |
| 14 | Itambaracá               | 87,3                                 | 206,9              | 42,2 %                     | 4.900                                         |
| 15 | Jaboti                   | 139,0                                | 139,0              | 100,0 %                    | 4.700                                         |
| 16 | Jacarezinho              | 220,2                                | 603,1              | 36,5 %                     | 3.178                                         |
| 17 | Jaguariaíva              | 262,6                                | 1.456,4            | 18,0 %                     | 1.032                                         |
| 18 | Japira                   | 189,1                                | 189,1              | 100,0 %                    | 4.935                                         |
| 19 | Joaquim Távora           | 289,3                                | 289,3              | 100,0 %                    | 9.551                                         |
| 20 | Jundiaí do Sul           | 302,4                                | 302,4              | 100,0 %                    | 3.370                                         |
| 21 | Nova Fátima              | 184,0                                | 281,8              | 65,3 %                     | 7.668                                         |
| 22 | Pinhalão                 | 220,6                                | 220,6              | 100,0 %                    | 6.468                                         |
| 23 | Piraí do Sul             | 253,6                                | 1.406,7            | 18,0 %                     | 1.340                                         |
| 24 | Quatiguá                 | 112,9                                | 112,9              | 100,0 %                    | 7.243                                         |
| 25 | Ribeirão Claro           | 58,1                                 | 633,5              | 9,2 %                      | 505                                           |
| 26 | Ribeirão do Pinhal       | 374,2                                | 374,2              | 100,0 %                    | 10.656                                        |
| 27 | Santa Amélia             | 78,0                                 | 78,0               | 100,0 %                    | 4.294                                         |
| 28 | Santa Mariana            | 259,8                                | 414,1              | 62,7 %                     | 11.122                                        |
| 29 | Santo Antônio da Platina | 720,2                                | 720,2              | 100,0 %                    | 40.574                                        |
| 30 | Sapopema                 | 210,8                                | 676,9              | 31,1 %                     | 1.134                                         |
| 31 | Siqueira Campos          | 37,3                                 | 279,1              | 13,4 %                     | 611                                           |
| 32 | Tomazina                 | 594,0                                | 594,0              | 100,0 %                    | 8.915                                         |
| 33 | Ventania                 | 468,5                                | 759,0              | 61,7 %                     | 1.835                                         |
| 34 | Wenceslau Braz           | 138,1                                | 393,2              | 35,1 %                     | 16.764                                        |
|    | Gesamt                   | 9.617,2                              | 16.157,6           | 59,5 %                     | 293.614                                       |